# Gare de Cerbère
La gare de Cerbère est une gare ferroviaire française de la ligne de Narbonne à Port-Bou (frontière), située sur le territoire de la commune de Cerbère, en contrehaut et à proximité du centre-ville, dans le département des Pyrénées-Orientales, en région Occitanie.
Elle est mise en service en 1878, par la Compagnie des chemins de fer du Midi et du Canal latéral à la Garonne. C'est une gare de la Société nationale des chemins de fer français (SNCF), desservie par des Intercités de nuit et des trains express régionaux TER Occitanie, mais également des trains de la Renfe.

## Situation ferroviaire
Établie à 21 m d'altitude, la gare de Cerbère, dernière gare française avant la frontière est située au point kilométrique (PK) 508,817 de la ligne de Narbonne à Port-Bou (frontière), entre la gare française de Banyuls-sur-Mer et la gare espagnole de Portbou.
D'une superficie totale de 30 hectares, elle comprend le bâtiment voyageurs permettant l'embarquement sur 3 quais et 5 voies, ainsi qu'un important triage, situé au nord, le tout regroupant ainsi 19 km de voie ferrée.
Elle permet le changement d'essieux des convois pour qu'ils puissent continuer leur parcours vers l'Espagne où l'écartement des voies est plus important (1 668 mm contre les 1 435 mm de voie normale des chemins de fer français).

Installations de la gare
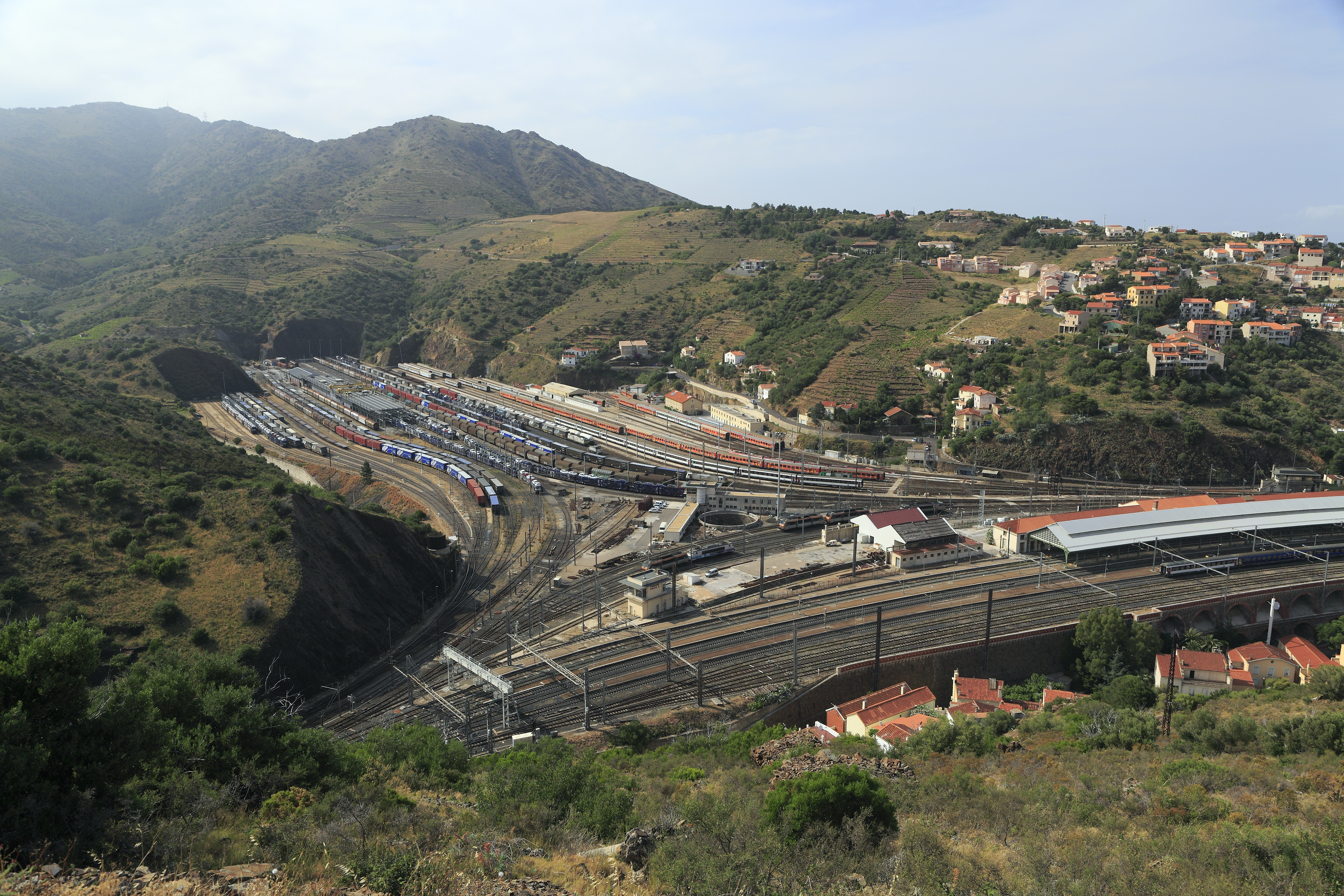
Vue d'ensemble.
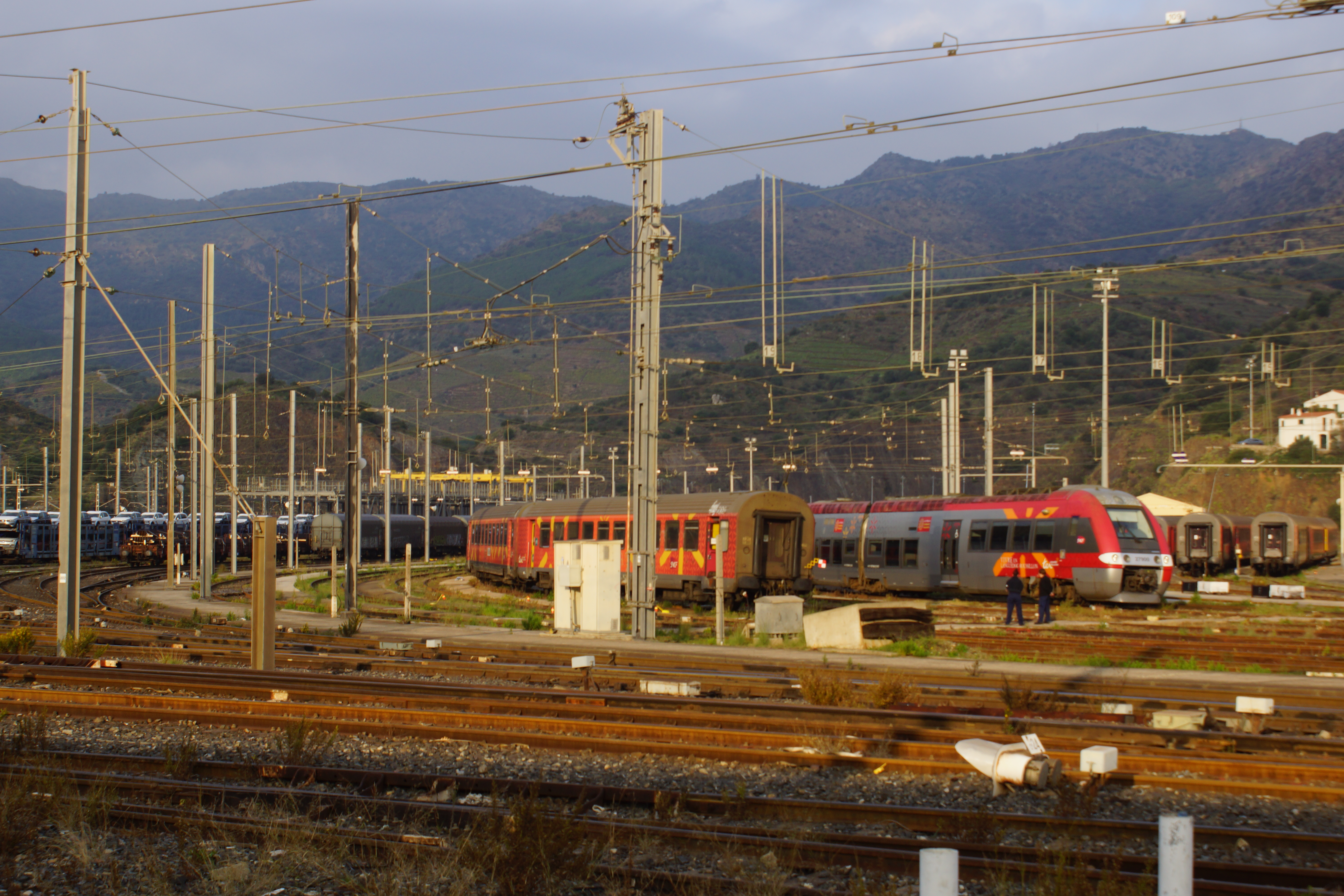
Triage.
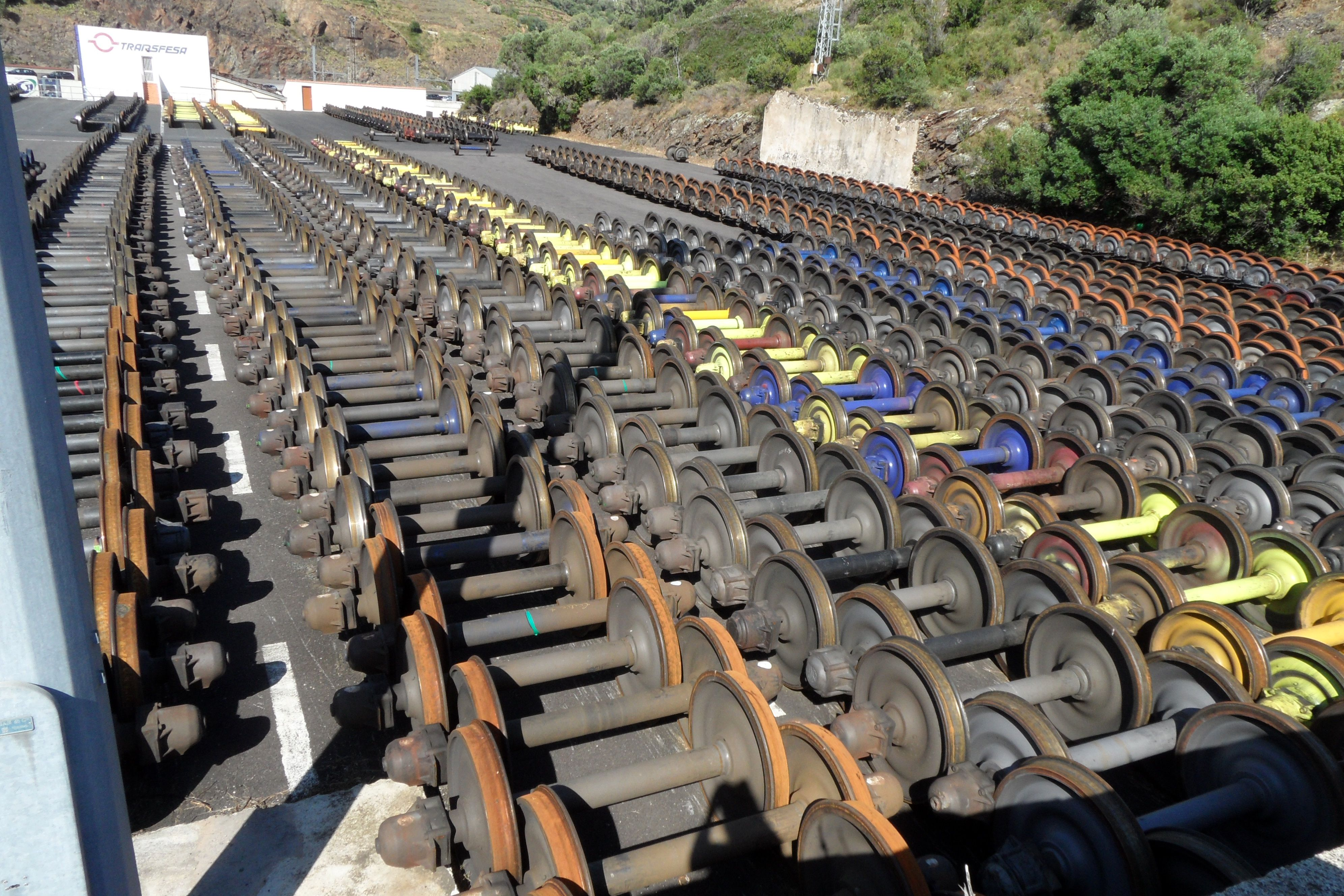
Essieux.

## Histoire
La gare internationale de Cerbère est mise en service le 23 janvier 1878 par la Compagnie des chemins de fer du Midi et du Canal latéral à la Garonne, lorsqu'elle ouvre à l'exploitation la section de Banyuls-sur-Mer à Portbou et de ce fait l'ensemble de sa ligne de Narbonne à la frontière d'Espagne.
Cette poursuite de la ligne, qui depuis 1858 restait limitée à la ville de Perpignan, a ainsi été décidée conjointement par la France et l'Espagne par un accord signé en 1864.
Celui-ci prévoyant la création d'un nœud ferroviaire d'envergure au niveau du col des Balistres marquant la séparation entre les deux pays, il décrète donc en plus de la construction de la gare de Cerbère, celle de Portbou, sa proche voisine espagnole, ainsi que le tunnel passant sous le col et les reliant, inauguré deux ans auparavant en 1876.
La gare de Cerbère est le théâtre en 1906 de la dure grève des transbordeuses d'oranges, celles-ci allant jusqu'à se coucher sur les voies, première grève entièrement féminine en France.
L'électrification de l'axe Narbonne – Barcelone était prévue dans les années 1930, par les compagnies du Midi (France) et Norte (Espagne, Catalogne) ; cependant, les guerres ont retardé l'exécution des travaux. La ligne Portbou – Barcelone fut mise sous tension en 3000 volts continu en 1964, ce qui entraîna l'électrification à cette tension de toutes les voies larges dans la gare de Cerbère. Avec la mise sous tension, en 1982 de la ligne de Narbonne en 1500 volts continu, les voies larges ADIF (le RFF espagnol) ont été alimentées aussi en 1500 volts continu, afin d'homogénéiser la tension caténaire dans la gare, ainsi qu'en gare de Portbou. Toutes les locomotives de la RENFE fonctionnant en 3000 V continu, évoluent à demi-tension dans la gare.[réf. nécessaire]
Gare importante du réseau Intercités de nuit, elle perd ses trois dernières relations de grandes lignes en 2016 : les trains Luxembourg – Cerbère et Strasbourg – Cerbère en juin, puis Paris – Portbou en décembre. Néanmoins, depuis juillet 2017, l'Intercités de nuit Paris – Cerbère est de nouveau en circulation, dans les deux sens, les week-ends et pendant les vacances scolaires, soit 376 trains par an ; le retour de cette liaison est alors permis par un accord financier, valable deux ans, entre l'État et la région Occitanie.

### Fréquentation
En 2018, selon les estimations de la SNCF, la fréquentation annuelle de la gare était de 49 136 voyageurs et de 71 860 voyageurs en 2022.
De 2015 à 2023, selon les estimations de la SNCF, la fréquentation annuelle de la gare s'élève aux nombres indiqués dans le tableau ci-dessous :
| Année           | 2015   | 2016   | 2017   | 2018   | 2019   | 2020   | 2021   | 2022   | 2023   |
| --------------- | ------ | ------ | ------ | ------ | ------ | ------ | ------ | ------ | ------ |
| Voyageurs seuls | 58 653 | 51 893 | 55 700 | 49 136 | 53 142 | 34 933 | 51 686 | 71 860 | 78 528 |

## Service des voyageurs

### Accueil
Gare SNCF, elle dispose d'un bâtiment voyageurs, avec guichet, ouvert tous les jours. C'est une gare « Accès Plus » qui dispose d'aménagements, d'équipement et d'un service pour les personnes à mobilité réduite.

### Desserte
Elle est desservie par des trains du réseau TER Occitanie qui circulent entre Perpignan et Cerbère. Certains trains sont prolongés au-delà de Perpignan vers Narbonne, puis Toulouse-Matabiau ou Nîmes et Avignon-Centre, tandis que d'autres sont prolongés vers Portbou. Le temps de trajet est d'environ 50 minutes depuis Perpignan.
L'Intercités de nuit, reliant Paris-Austerlitz à Cerbère, dessert également la gare, pendant les week-ends et les vacances uniquement.
Elle est aussi le terminus des trains de la ligne R11 des Rodalies de Catalunya, circulant jusqu'à Barcelone-Sants.

### Intermodalité
Un parking est aménagé à ses abords.

Cerbère : gare voyageurs
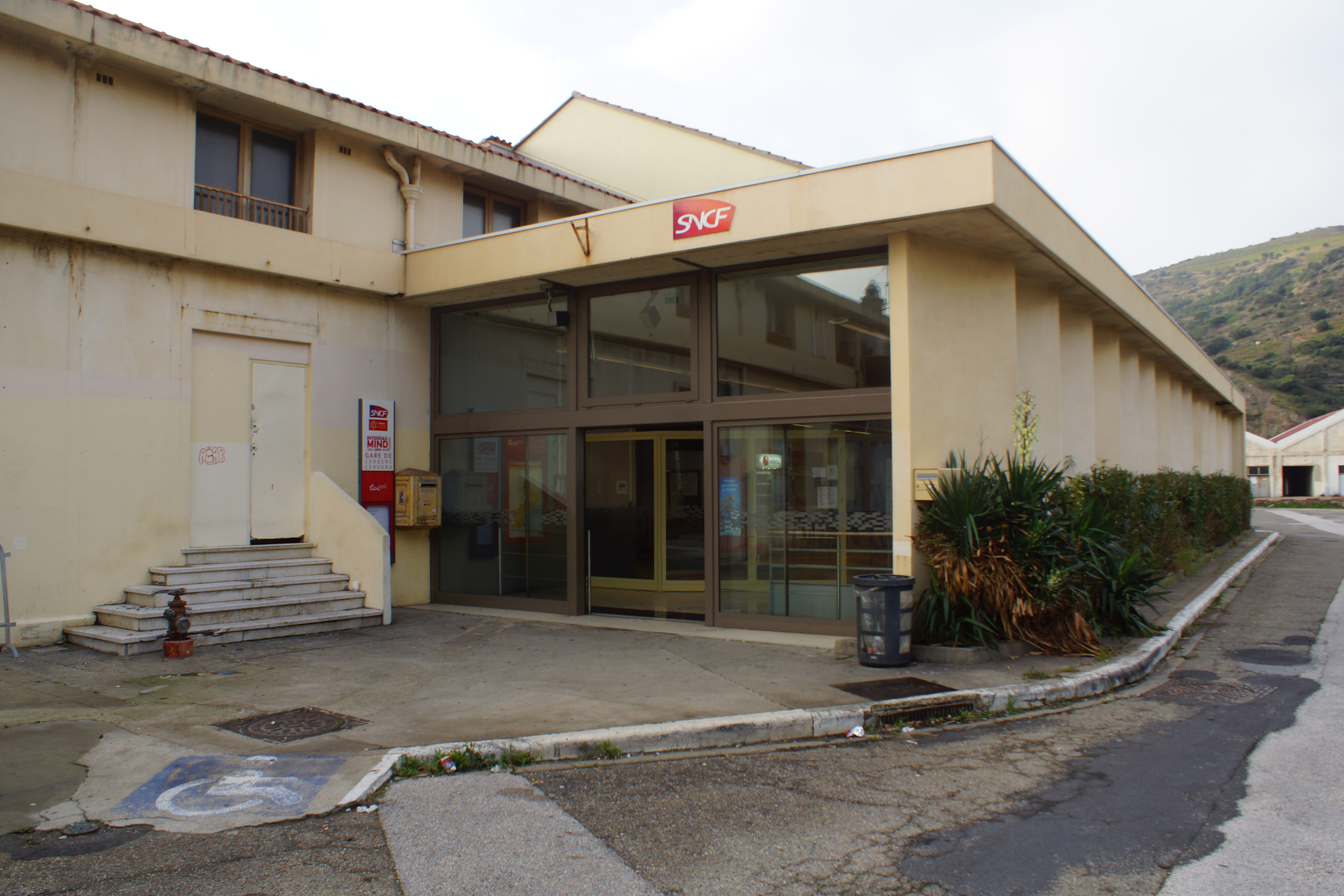
Entrée voyageurs.
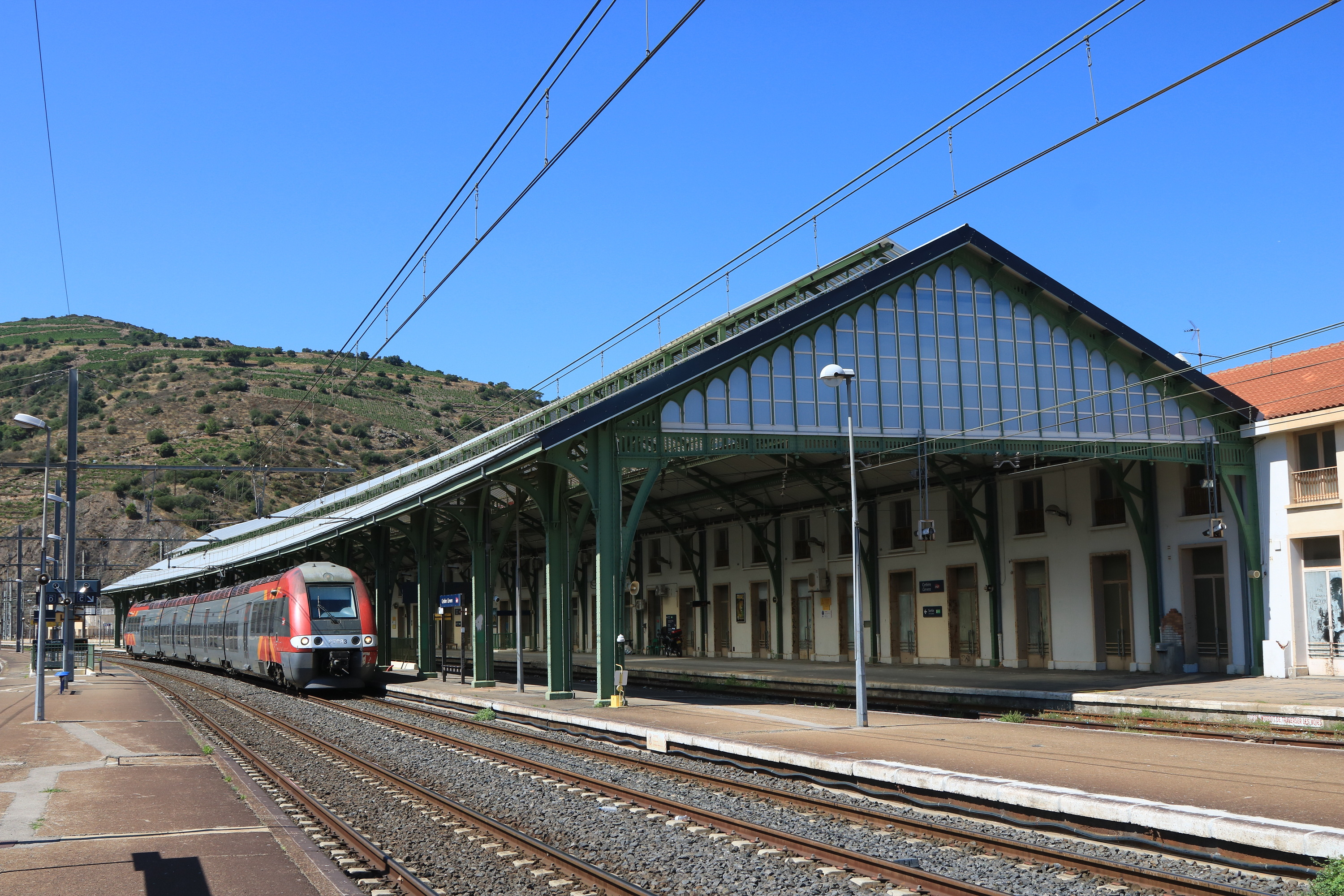
TER Port-Bou - Avignon en gare.
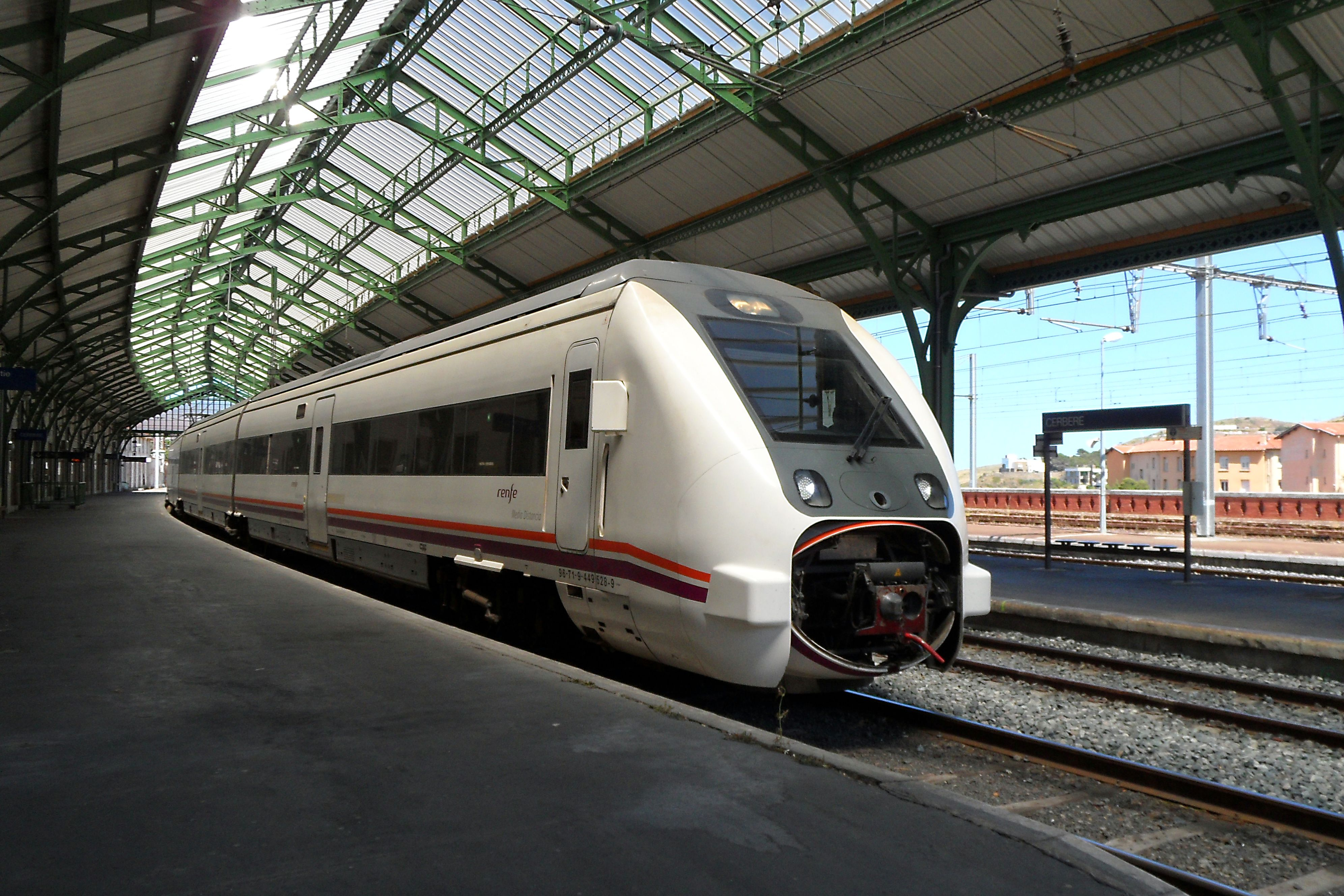
Train de type 449 à écartement large en gare.

## Service des marchandises
La gare de Cerbère traite environ 2 500 000 tonnes de marchandises chaque année.